# L'Ange blanc (film, 1931)
Pour les articles homonymes, voir L'Ange blanc.
Pour plus de détails, voir Fiche technique et Distribution.
L'Ange blanc (Night Nurse) est un film américain réalisé par William A. Wellman, sorti en 1931.

## Synopsis
Lora Hart postule pour un emploi de nurse dans un hôpital puis obtient son diplôme d'infirmière. En travaillant chez un particulier, elle découvre une sordide machination : deux enfants sont victimes d'un chauffeur qui utilise leur mère alcoolique, sous son emprise. Il veut les tuer progressivement afin de profiter de l'argent de leur mère. Lora Hart parvient à déjouer ses plans à l'aide d'un petit truand qui se prend d'affection pour elle et se décide à l'aider. Les premières images du film montrent en vue subjective une ambulance qui traverse la ville à toute vitesse pour arriver aux urgences de l'hôpital.

## Fiche technique
- Titre : L'Ange blanc
- Titre original : Night Nurse
- Réalisation : William A. Wellman
- Scénario : Oliver H.P. Garrett d'après le roman de Dora Macy
- Dialogues additionnels : Charles Kenyon
- Photographie : Barney McGill
- Montage : Edward M. McDermott
- Direction artistique : Max Parker
- Costumes : Earl Luick (robes)
- Sociétés de production : The Vitaphone Corporation et Warner Bros.
- Pays de production : États-Unis
- Langue : anglais
- Format : Noir et blanc
- Genre : Film policier
- Durée : 72 minutes
- Date de sortie : 
  - États-Unis : 16 juillet 1931

## Distribution
- Barbara Stanwyck : Lora Hart
- Ben Lyon : Mortie
- Joan Blondell : B. Maloney
- Clark Gable : Nick, le Chauffeur
- Blanche Friderici : Mme Maxwell
- Charlotte Merriam : Mme Ritchey
- Charles Winninger : Dr Arthur Bell
- Edward J. Nugent : Eagan
- Vera Lewis : Miss Dillon
- Ralf Harolde : Dr Milton Ranger
- Walter McGrail : Mack

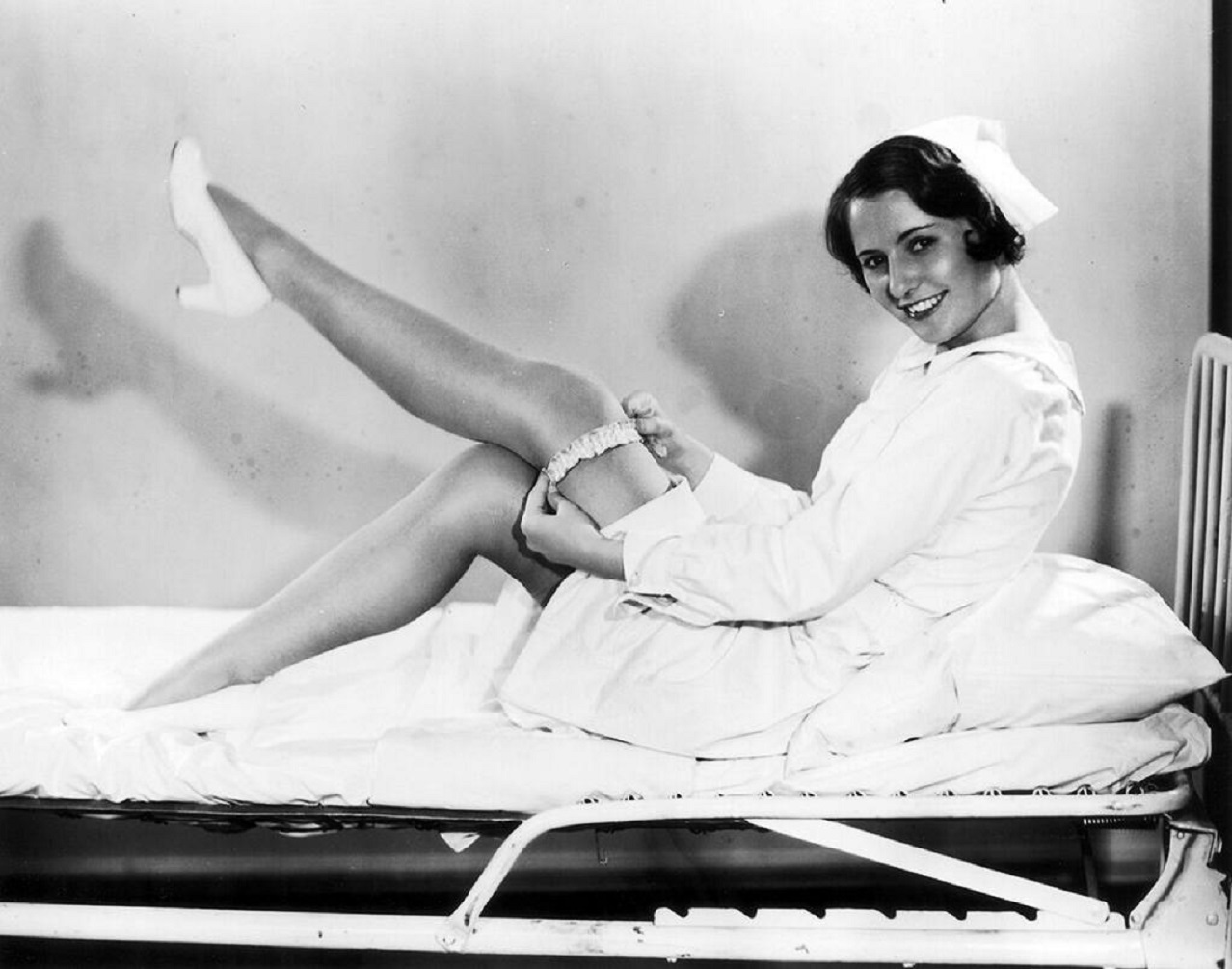
Barbara Stanwyck, photo promotionnelle pour le film.

- Willie Fung (non crédité) : Un patient

## Production

### Scénario
Adapté d’un roman de Dora Macy, l’auteur attesta de son inspiration de faits divers réels arrivés notamment à l’une ses amies infirmière.

### Attribution des rôles
C’est le second film de Barbara Stanwyck pour la Warner Bros., l’actrice venait de signer avec Jack Warner un contrat non exclusif, qui se prolongera jusqu’en 1935 pour La Dame en rouge. 
Clark Gable n'apparait qu'à la 34e minute. Il tournera deux autres fois avec Wellman, dans L'Appel de la forêt (1935) et Au-delà du Missouri (1951). James Cagney devait interpréter le rôle de Clark Gable mais on le dirigea plutôt dans un rôle de premier plan, Smart Money, grâce au succès qu’il rencontra avec L'Ennemi public.

## Critiques
« Mélange bizarre mais divertissant fait de drames d’hôpital, d’escroqueries, de complots, de scènes comiques ; c’est du bon travail exécuté par des acteurs compétents… Dans le rôle de l’infirmière amie de Barbara Stanwyck, Joan Blondell remporte un beau succès ; ses mines et ses mimiques éprouvées témoignent d’un solide métier. Le rôle de bootlegger tenu par Ben Lyon est, lui aussi, comique et l’on sourit, finalement, d’un bout à l’autre du film. » Film Daily